# Hesperanoplium
Hesperanoplium is een kevergeslacht uit de familie van de boktorren (Cerambycidae). De wetenschappelijke naam van het geslacht werd voor het eerst geldig gepubliceerd in 1957 door Linsley.

## Soorten
Hesperanoplium omvat de volgende soorten:
- Hesperanoplium antennatum (Linsley, 1932)
- Hesperanoplium notabile (Knull, 1947)